# Караагаш (Іртиський район)
Караага́ш (каз. Қараағаш) — село у складі Іртиського району Павлодарської області Казахстану. Входить до складу Сєверного сільського округу.
Населення — 238 осіб (2021; 360 у 2009, 317 у 1999, 573 у 1989).
Національний склад станом на 1989 рік:
- казахи — 100 %.